# Intoxication amnésique par les mollusques
Pour les articles homonymes, voir ASP.
L'intoxication amnésique par les mollusques (en anglais, amnesic shellfish poisoning ou ASP) est une maladie humaine due à l'absorption de toxines fabriquées par des micro-algues et concentrées dans des coquillages.

## Contamination
C'est l'ingestion de coquillages contaminés par les diatomées du genre Pseudo-nitzschia, qui produisent des toxines amnésiantes dont le type est l'acide domoïque. Tous les coquillages peuvent être contaminés (huîtres, moules, Pecten), mais aussi certains poissons (anchois), qui intoxiquent alors les oiseaux piscivores. Des efflorescences de Pseudo-nitzschia sont repérées régulièrement l'été le long des côtes françaises, mais aucune intoxication n'a encore été déclarée en France. 

## Symptômes
Une gastro-entérite apparait rapidement en 2 à 24 h après l'ingestion de coquillages contaminés avec des diarrhées et des vomissements. Puis apparaissent des symptômes neurologiques, avec céphalées, confusion, désorientation, et dans les cas graves, amnésie, puis coma mortel. 
Les enfants et les personnes âgées sont les plus sensibles. Les normes retenues sont de 20 mg/kg  pour l'acide domoïque.